# Битка за снабдевање
Битка за снабдевање је назив за диверзије и саботаже на немачке војне транспорте у Србији од стране Југословенске краљевске војске у Отаџбини, под командом начелника штаба Врховне команде и војног министра армијског генерала Драгољуба Михаиловића, током битке за Африку за време Другог светског рата. У пустињама Либије и Египта у другој половини 1942. и у првој половини 1943. године вођене су жестоке борбе између Савезника и немачког Афричког корпуса, под командом маршала Ромела. У Северној Африци створен је по значају и броју ангажованих армија, други фронт.
Најкраћи пут за снабдевање немачке војске у Африци ишао је преко Србије, пругама Београд - Ниш - Софија, Београд - Косово Поље - Скопље - Солун. Пут преко Србије био је два пута краћи од пута преко Италије, и зато је био од животне важности за исход операције на афричком фронту. Диверзије и саботаже српског покрета отпора вршене су током 1942 - 43. године, у циљу прекида снабдевања, моравско - вардарском комуникацијом, погонских материјалних средстава (нафта, бензин, машинска и моторна уља и масти), оружја и муниције, хране и друге опреме немачким снагама на афричком ратишту.
Почетком лета 1942. године, по наређењу генерала Михаиловића основан је Обавештајни штаб за праћење немачких композиција: на основу извештаја тог штаба савезници су могли да процене време почетка Ромелових офанзива. После овога, основан је Главни штаб за саботажу железница. Операција која је вођена против немачких војних транспорта имала је два дела: војни (препади, диверзије, саботаже) и цивилну (грађанска непослушност и интелигентне саботаже). Немци су хапсили Србе за таоце и објављивали наредбе да ће за порушен мост стрељати 1.000, за пругу 100, за убијеног чувара пруге 20, за убиство председника општине пет Срба.
После слома Ромелових снага, америчка јавност уврстила је армијског генерала Михалиовића међу три најславније савезничке војсковође, поред Дагласа Макартура и Семјона Тимошенка.
У то време оперативци Управе за специјалне операције били су активни у Грчкој. У сарадњи са грчким герилцима, остварали су значајне успехе, од којих је највећи било рушење моста на Горгопотамосу, чиме је саобраћај на линији Солун-Атина био прекинут 6 недеља.
Почетком 1943. у Савезничким руководствима појавиле су се сумње у ефикасност и искреност четничког отпора Осовини. Значај ових комуникацијама знатно се повећао са искрцавањем у Италији 10. јула 1943. Савезници су уз помоћ својих 11 мисија у Србији покушали да појачају саботаже. Пошто нису наишли на сарадњу четника, коначно су ускратили своју помоћ и подршку четницима, и 1944. почели да помажу искључиво НОВЈ.
Ова сарадња се исплатила и крунисана је заједничком операцијом „Ратвик“ почетком септембра 1944. Успех ове операције створио је велике тешкоће немачкој Групи армија Е током њеног четворомесечног пробијања из Грчке до Паноније.

## Диверзије на железници

### 1942.
Четници Расинског корпуса су средином новембра 1942. године уништили један немачки воз са муницијом и ратним материјалом. Воз је срушен између станица Дедина и Мрзеница. Станица Дедина се налази на прузи Крушевац - Сталаћ. Воз је ишао за грчку луку и пролазио поред Крушевца. Мајор Драгутин Кесеровић је телеграмом 25. новембра 1942. поднео извештај генералу Михаиловићу о овој дивезији. На прузи Лапово - Крагујевац четници су извели диверзију 5. децембра, због чега су у Крагујевцу стрељали пет грађана. Након што су четници извршили диверзију на прузи Краљево - Крушевац, Немци су извршили одмазду стрељавши 10 присталица Д. Михаиловића у Крушевцу. Пет дана касније, 10. децембра, четници су извели диверзију код Златова, убивши притом једног немачког наредника. Немци су због тога стрељали 15. децембра 50 присталица покрета Д. Михаиловића.
Четници дижу у ваздух мост на железничкој прузи Пожаревац - Петровац 13. децембра, обарајући истовремено телефонске стубове. 15. децембра 1942. године, Немци стрељају 50 присталица Драже Михаиловића.
Пуковник Вилијaм Бејли, шеф савезничке војне мисије у Михаиловићевом штабу, био је међутим незадовољан слабим учинцима и пасивношћу Михаиловићевих снага.
У својим настојањима да потакне Михаиловића на позитивну акцију, врховни заповједник за Блиски исток извршио је још један, посљедњи, покушај. У рујну [септембру] 1942. послао је Михаиловићу преко Хадсона брзојавку [телеграм] са захтјевом нека подузме све што може да би нападао на осовинске комуникације. Вилсон је свој захтјев образложио тврдњом да би непрестани и упорни напади на те линије знатно ослабили непријатељев ратни напор на Балкану. У студеном је тај захтјев поткријепљен брзојавком коју је Михаиловићу послао предсједник југославенске владе, али ни једна од тих брзојавки није изазвала никакав видљив учинак.
Отприлике у исто вријеме кад је у Југославију убачен Робертсон, послана је Хадсону једна потпуно опремљена и комплетна јединица службе везе, па је тако напокон створена задовољавајућа свакндневна обосмјерна бежична веза између Каира и бојишта. Захваљујући томе, британска влада је до краја те године добила јасну и точнију предоджбу не само о ситуацији у Михаиловићеву штабу и другдје, него и о Михаиловићевим поступцима и о његовим интенцијама. Та обавјештења потврдила су као точно оно што се до тог часа само претпостављало: чињеницу да је Михаиловићева политика и даље остала политика зазирања од било какве озбиљне акције против окупаторских снага...
Мајор Хадсон, савезнички официр за везу код Михаиловића, 15. новембра 1942. јавио је својој команди:
Михаиловићеве групе, мада стављене ван закона од стране Немаца, имају велику слободу кретања у Србији. Оне, међутим, једва представљају нешто више него симбол отпора. Сељаци су, уопште узев, наклоњени Михаиловићу, али им је речено да се никаква акција не може и неће предузимати све док Осовина не буде пред пропашћу.
Лично сам убеђен да би ове четничке групе у Србији могле организовати саботаже на железничким пругама тамо где Немци не би били у стању да предузимају мере одмазде према српским селима. Никакви озбиљни покушаји, међутим, нису још чињени да би се испитала могућност вршења таквих операција. Слаби резултати диверзантских акција до сада последица су недостатка воље на Михаиловићевој страни и недостатка енергије.
Немачки опуномоћеник за привреду у Србији Франц Нојхаузен у свом сумарном извештају за 1942. и 1943. утврдио је да је саобраћај у Србији успешно одвијан, а да је на њега негативно утицала несигурност на пругама у Хрватској:
9 - САОБРАЋАЈ
Војни захтеви у погледу саобраћаја стално расту и отежавају редовно транспортовање привредних производа.
Железница: Док се прошлог лета и јесени вршио велики дотур за Африку који је оптерећивао главну пругу кроз Србију и зах-тевао локомотиве, дотле се сада врши појачан дотур за јединице на подручју Југоистока. Осим тога, морају се стално вршити мањи или већи покрети јединица ради борбе против партизана, тако да остаје врло мало времена за редован превоз привредних производа. Ипак се може рећи да је углавном превезена пругом и бродовима сва приспела роба и да је саобраћај у јесен 1942. а нарочито 1943. године био оптерећен вагонима за превоз пољопривредних производа (пшенице, семена сунцокрета, кукуруза, шећерне репе, воћа итд.).
...

На саобраћај у Србији веома се неповољно одражава велика несигурност на хрватским пругама.

### 1943.
Током 1943. значај путева за снабдевање кроз Србију је са приближавањем савезничких фронтова непрекидно растао. Међутим, савезници су почели да сумњају у успешност четничког отпора и саботажа.
Истодобно су, чини се, били пристигли тајни извјештаји који су о томе слично исказивали. Foreign Office је почео озбиљно преиспитивати политику посвемашње потпоре Михаиловићу; упитали су Hudson-а што суди о Михаиловићу; а његови су одговори увијено исказивали како вјерује да је Михаиловић пристао на сурадњу с Италијанима и да је «кадар споразумјети се» с Нијемцима.
У рујну је генерал Alexander послао поруку у којој од Михаиловића захтијева да нападне прометнице Осовине, како би помогао офензиву Савезника у сјеверној Африци. Михаиловић је некритично одговорио да изводи »све могуће врсте саботаже«, те да ће тако и убудуће дјеловати; али да о томе не жели говорити преко радија. Но у СОЕ-овој »процјени ситуације у Југославији«, средином студенога, наведено: »Генерал је повремено извјештавао о саботажама на жељезничким пругама, а једном о подметању мине, но ти извјештаји - осим онога о подметању мине - нису били потврђени ни из којега другог врела, а кад би ти извјештаји и били истинити, нема доказа да су оно о чему се у њима говори извршиле снаге генерала Михаиловића ... Досад нити смо од наших официра за везу примили брзојавке о каквим саботажама генерала Михаиловића, нити смо примили извјештаје да се он бори против осовинске војске.«
У Југославији СОЕ није стога себи могао приписати ништа слично операцији Горгопотамос у Грчкој.
По свему томе могло би изгледати да су Британци од јесени 1941. године - случајно или не - сарађивали у гигантској пријевари. Но и Foreign Offce и СОЕ о томе су друкчије просуђивали. И једни и други надали су се да ће се Михаиловић ипак моћи присилити или наговорити да обустави своју крсташки рат против партизана и да умјесто тога нападне снаге Осовине, те да тако постане угледан вођа отпора, и тада би га доиста вриједило и краткорочно и дугорочно подупирати.
...
Војни су разлози превагнули, па је југославенским партизанима војна помоћ достављана од липња надаље унаточ обзирима и оградама Foreign Office-а. Михаиловићево одбијање да удовољи војним захтјевима и ометање партизанских и британских покушаја саботажа на њемачким прометницама на »његову« подручју убрзали су британску одлуку да га напусте - о тој се одлуци први пут озбиљно расправљало у студеноме 1943. Из војних разлога британска политика при концу 1943. године била да се партизанима пружи свестрана потпора - уз политичку примисао да се краљ и Тито покушају навести на споразум. Eden је 20. просинца Ратноме кабинету навео: »Краљ ваља да... отиђе у Титов штаб и да се бори за свој народ... Ми се... не бисмо требали сувише бринути... за положај Михаиловића или садашње југославенске владе«.
Савезници су у Србију током 1943. послали 11 својих мисија у разне Михаиловићеве штабове и јединице. У тим мисијама налазили су се специјалисти за диверзије и саботаже, и било је замишљено да они уз помоћ четничких снага знатно отежају немачки саобраћај кроз Србију.
Ове мисије пренеле су својим командама општи утисак о незаинтересованости четничких снага за ове диверзије и о њиховој опструкцији.
Међутим, већ кратко вријеме након доласка тих мисија у четничке јединице почели су њихови извјештаји потврђивати исправност сумње, већ прије чврсто документиране, да је заправо политика одуговлачења и политика праве правцате неактивности заједничко обиљежје свих Михаиловићевих снага.
Тако је створена напетост између савезничке Команде Средоземља и Михаиловића. Она је кулминирала телеграмом од 9. децембра 1943. у којој командант Средоземља генерал Хенри Маитленд Вилсон (енгл. Henry Maitland Wilson) каже:
Слобода којом се Немци служе железничким пругама од Грчке до Београда за превоз и издржавање трупа неподношљива је.
У овом телеграму савезнички командант захтева од Михаиловића да његове снаге, у сарадњи са савезничким специјалистима на терену, изврше две диверзије:
Зато се умољавате да, са што мање застоја, извршите два једновремена, понављам једновремена, напада ради уништења: — А.) железничког моста преко реке Мораве, на прузи Сталаћ—Ниш, код Церова, 8 km југоисточно од Сталаћа. Б.) железничког моста на прузи Краљево—Митровица а преко реке Ибар, на месту где се пут за Јошаничку Бању одваја, 14 km северно од Рашке и 7 km јужно од Ушћа.
До ових акција није дошло, а Савезници су у потпуности обуставили слање материјала јединицама ЈВУО. Од пролећа 1944. дали су највиши приоритет снабдевању и помагању јединица НОВЈ у Србији.

### 1944.
Формирање крупнијих јединица НОВЈ у Србији и њихова сарадња са Савезницима представљала је велику опасност и за Немце и за ЈВУО, па је немачки командант Србије, генерал Аугуст Фелбер покренуо током јула 1944. серију операција у за Немце најосетљивијем подручју: између моравске и ибарске комуникације, на подручју Топлице и Јабланице. Будући да није располагао јачим немачким снагама, велику улогу у овом нападу добиле су бугарске снаге, јединице СДС и СДК и главне оперативне формације ЈВУО (Четврта група јуришних корпуса ЈВУО, Расинско-Топличка група корпуса ЈВУО). Ове операције носе немачке кодне називе Трумпф, Халали и Керхаус.
Ове операције нису донеле неки трајнији резултат, тако да је комбинована операција НОВЈ и савезничког ваздухопловства "Ратвик“ почетком септембра 1944. уродила великим успехом и практично блокирала немачке транспорте, што признаје и немачки командант Југоистока барон фон Вајхс у свом извештају немачкој команди од 20. септембра 1944.
У ствари, Тито је већ успео да, у садејству са англо-америчким ваздухопловством, скоро потпуно парализује одвијање железничког саобраћаја из Грчке прама Београду, да трупе које су вршиле померања распарча на великим одстојањима и да их многоструко веже, као и да у највећој мери тешко поремети саобраћај цистерни и довоз угља према југу, те да скоро укочи транспорте евакуације (погонско гориво!). За кретања југ — север за сада не толико значајној, али у даљој перспективи нимало мање важној саобраћајној вези Београд — Загреб прети иста судбина.